# Список умерших в 1314 году
В этой статье представлен список известных людей, умерших в 1314 году.
См. также: Категория:Умершие в 1314 году

## Январь
- 21 января — Мухаммад III аль-Махлу — эмир Гранады (1302—1309); убит.
- 30 января: 
  - Маргарита фон Хохштаден[нем.] — графиня-консорт Берга (1243—1259), жена Адольфа IV;
  - Николя III де Сент-Омер, сеньор трети Аковы и половины Фив, наследственный маршал Ахейского княжества, а также его бальи (1300—1302, 1304—1307, 1312—1314).

## Февраль
- 8 февраля — Елена Анжуйская — королева-консорт Сербии (1245/1250 —1276), жена Стефана Уроша I
- 10 февраля — Риккардо Петрони[итал.] — кардинал-дьякон Sant'Eustachio (1298—1314)

## Март
- 4 марта — Якуб Свинка[пол.] — польский архиепископ Гнезно (1283—1314), идеолог объединения польских земель под властью Владислава I Локетека
- 18 марта:
  - Жоффруа де Шарне — командор Нормандии ордена тамплиеров, заживо сожжён на костре;
  - Жак де Моле — последний Великий Магистр ордена Тамплиеров (1292—1312), заживо сожжён на костре.
- 25 марта — Алан ла Зуш — первый барон Зуш из Эшби (1299—1314).

## Апрель
- 19 апреля:
  - Готье д’Онэ — нормандский рыцарь, любовник Бланки Бургундской, жены Карла IV Красивого; казнён;
  - Филипп д’Онэ — нормандский рыцарь, любовник Маргариты Бургундской, жены Людовика X; казнён.
- 20 апреля — Климент V — папа римский (1305—1314)

## Май
- 3 мая — Эмилия Биччиери[нем.] — святая римско-католической церкви.
- 31 мая — Джакомо Саломони[итал.] — святой римско-католической церкви, покровитель онкологических больных

## Июнь
- 23 июня — Генри де Богун[англ.] — английский рыцарь, убитый шотландским королём Робертом I Брюсом в битве при Бэннокберне.
- 24 июня:
  - Эдмунд Гастингс, англо-шотландский аристократ, военачальник и администратор, 1-й барон Гастингс из Инчмахома (с 1299);
  - Гилберт де Клер (23) — граф Глостер, граф Хартфорд и барон Клер (1295—1314), погиб в битве при Бэннокберне;
  - Джон IV Комин, шотландский дворянин;
  - Роберт Клиффорд (40) — первый барон де Клиффорд (1299—1314), лорд-маршал Англии (1307—1314), погиб в битве при Бэннокберне;
  - Джон Ловел, английский аристократ, 2-й барон Ловел из Тичмарша (с 1310);
  - Уильям Маршал, английский аристократ, феодальный барон Хингэма (с 1282), маршал Ирландии, 1-й барон Маршал (с 1309).

## Август
- 27 августа — Готфрид фон Хексенаггер[нем.] — епископ Фрайзинга (1311—1314)

## Сентябрь
- 22 сентября — Беатриса Бранденбургская[англ.] — княгиня-консорт Мекленбурга (1292—1314), жена Генриха II Мекленбургского
- Иоланда де Лузиньян — сеньора де Фужер, титулярная графиня Ла Марш и Ангулема (1308—1314); уступила свои права королю Франции.

## Октябрь
- 1 октября — Альтиградо дей Каттанеи да Лендинара[итал.] — епископ Виченцы (1303—1314)
- 2 октября / 10 октября — Генри де Перси — барон Перси (1285—1314).
- 5 октября — Алесандро Бонино[итал.] — итальянский теолог.
- 21 октября — Жоффруа де Женевиль, сеньор де Вокулёр, 1-й барон Женевиль (с 1299), юстициарий Ирландии (1273—1276), маршал Англии (1297).

## Ноябрь
- 1 ноября — Готфрид I фон Шверин[нем.] — епископ Шверина (1292—1314)
- 20 ноября — Альбрехт II Негодный — пфальцграф Саксонии (1265—1281), ландграф Тюрингии (1265—1294), маркграф Мейсена (1265—1293).
- 25 ноября:
  - Иоанн I Баллиоль — король Шотландии (1292—1296), умер в изгнании;
  - Николай Дитя[англ.] — последний сеньор Ростока (1282—1314).
- 29 ноября — Филипп IV Красивый — король Франции (1285—1314), король Наварры (1284—1305)

## Декабрь
- 22 декабря — Рудольф III[нем.] — ландграф Клегтау (1271—1314)

## Дата неизвестна или требует уточнения
- Альфонсо Тельес де Молина, кастильский аристократ, 7-й сеньор де Менесес, а также Тьедра, Монтеалегре, Грахаль-де-Кампос, Альба-де-Листе, Сан-Роман, Сан-Фелисес-де-Кастиллерия и половины Альбуркерке, знаменосец (альферес) короля Кастилии Санчо IV.
- Александр Бонини[англ.] — генеральный министр ордена францисканцев (1313—1314)
- Бертран IV де Бо — принц Оранский (1282—1314)
- Василий Александрович — князь брянский (?—1309, 1310—1314)
- Ведем Арад — император Эфиопии (1299—1314).
- Миклош III Кёсеги, крупный венгерский магнат и землевладелец, глава казначейства (1307, 1311—1314).
- Палеолого Дзаккариа, сеньор Хиоса (1307—1314).
- Педро Понсе де Леон, кастильский дворянин из рода Понсе де Леон, сеньор де Кангас, Тинео и Пуэбла-де-Астурия, майордом короля Кастилии Фердинанда IV (1295, 1302—1305), главный аделантадо на границе с Андалусией (1296—1298) и главный аделантадо Галисии (1311).
- Ренье I — первый сеньор Монако и рода Гримальди (1297—1301), адмирал Франции
- Роберт VI — граф Оверни и граф Булони (1280—1314)
- Симеон — епископ Владимирский, Суздальский и Нижегородский (1295—1299), Ростовский и Ярославский (1299—1311).
- Степан Котроман, бан Боснии (1287—1314).
- Фёдор Михайлович, князь Белозерский (1293—1314).
- Фульк дю Мерль — маршал Франции (1302—1314)
- Суенага[англ.] — активный участник оборон Японии от монгольских завоевателей
- Хумам Табрези — персидский поэт, последователь Саади из Шираза.
- Чжу Шицзе — китайский математик
- Эйдзи — правитель острова Окинава, после которого государство распалось на княжества Нандзан, Тюдзан и Хокудзан
- Эрменгол X — граф Уржеля (1268—1314)